# Solitaire (schip, 1972)
De Solitaire is een pijpenlegger van het offshore pijpleidingeninstallatiebedrijf Allseas en als zodanig actief sinds 1998. Het was de grootse pijpenlegger ter wereld tot de oplevering van de Pioneering Spirit in 2014. Het werd in 1972 gebouwd als de bulkcarrier Trentwood door Mitsubishi Heavy Industries voor United International Ore Carriers, onderdeel van Kaiser Industries.

## Beschrijving
De oude bulkcarrier van 120.000 ton werd verbouwd tot pijpenlegger. De verbouw startte in Singapore, maar na problemen werd het schip in 1996 versleept naar de Britse Swan Hunter scheepswerf. In 1998 kwam het als pijpenlegger in de vaart. Het is in staat om pijpleidingen met een grote diameter op grote diepte op de zeebodem te leggen. Het legt de pijpen volgens het S-lay-systeem.
Aan boord is ruimte om veel pijpstukken mee te nemen die aan boord aan elkaar worden gelast. Per jaar kan het schip 1000 kilometer pijplijn leggen en op een dag is negen kilometer pijplijn mogelijk. Het schip blijft op de gewenste plaats door middel van een dynamisch positioneringssysteem.

## Activiteiten
In 2002 installeerde het schip op een recorddiepte van 1920 meter in het Na Kika-veld in de Golf van Mexico een leiding met een diameter van 61 cm en een wanddikte van 2,5 cm. De combinatie van dikke pijpleiding en grote diepte was bijzonder.
In 2007 vestigde het schip een nieuw record met een pijplijn op 2775 meter diepte voor de Independence Hub ten zuiden van Alabama in de Golf van Mexico.
Op 29 februari 2016 passeerde de Solitaire de sluizen van IJmuiden voor een grote onderhoudsbeurt in de Amsterdamse haven. Met een lengte van 397 meter paste het schip net in de Noordersluis, die 400 meter lang is. Het schip zal in de zomer van 2016 gereed komen en de terugreis naar zee maken.